# Andrés Amaya
Andrés Amaya – hiszpański malarz barokowy, aktywny zawodono w regionie Kastylii i Leonu.